# Lottery Ticket No. 66
Lottery Ticket No. 66 è un cortometraggio muto del 1911 diretto da Bert Haldane.

## Trama
Un inquilino cerca disperatamente il biglietto vincente numero 66. Quando lo trova, scopre che è il 99.

## Produzione
Il film fu prodotto dalla Hepworth.

## Distribuzione
Distribuito dalla Hepworth, il film - un cortometraggio di 167,64 metri - uscì nelle sale cinematografiche britanniche nell'aprile 1911.
Si conoscono pochi dati del film che, prodotto dalla Hepworth, fu distrutto nel 1924 dallo stesso produttore, Cecil M. Hepworth. Fallito, in gravissime difficoltà finanziarie, il produttore pensò in questo modo di poter almeno recuperare il nitrato d'argento della pellicola.